# 15 Years After
15 Years After è un box set del gruppo musicale Enigma prodotto dalla Virgin Germany il 9 dicembre 2005. Il box contiene 8 compact disc, (5 dei quali sono gli album creati dal 1990 al 2003), 2 DVD e un bonus CD di canzoni riviste da Rollo Armstrong (The Dusted Variations).
Come suggerito dal titolo del box, la raccolta celebra i 15 anni dall'uscita del primo singolo degli Enigma, "Sadeness (Part I)". Nella copertina è rappresentata l'opera Dama con l'ermellino di Leonardo da Vinci. La confezione e la fotografia è stata curata da Dirk Rudolph mentre il componimento artistico e il design è stato elaborato da Johann Zambryski.

## Contenuti del box set
Studio albums
- MCMXC a.D. (1990)
- The Cross of Changes (1994)
- Le roi est mort, vive le roi! (1996)
- The Screen Behind the Mirror (1999)
- Voyageur (2003)

Bonus CD
- "Hello and Welcome" e The Dusted Variations

DVD
- Remember the Future (2001)
- MCMXC a.D.: The Complete Video Album (2003)